# Belpasso
Belpasso (Belpassu en siciliano) es una comuna siciliana de 20.323 habitantes de la Provincia de Catania. Su superficie es de 164 km². Su densidad es de 124 hab/km². Las comunas limítrofes son Adrano, Biancavilla, Bronte, Camporotondo Etneo, Castiglione di Sicilia, Catania, Lentini (SR), Maletto, Mascalucia, Motta Sant'Anastasia, Nicolosi, Paternò, Ragalna, Ramacca, Randazzo, San Pietro Clarenza, Sant'Alfio, y Zafferana Etnea.

## Geografía
- Altitud: 413 metros.
- Latitud: 37º 34' 59" N
- Longitud: 014º 58' 00" E

## Evolución demográfica
| Gráfica de evolución demográfica de Belpasso entre 1861 y 2001 |
|                                                                |
| Fuente ISTAT - elaboración gráfica de Wikipedia                |

- Datos: Q478226
- Multimedia: Belpasso / Q478226

1. ↑  Worldpostalcodes.org, código postal n.º 95032.
2. ↑  «Codici Catastali». Comuni-italiani.it (en italiano). Consultado el 29 de abril de 2017.